# The Green Hornet Strikes Again!
The Green Hornet Strikes Again! foi um seriado da Universal Pictures realizado entre 1940 e 1941, baseado na série de rádio homônima, e que apresenta o herói mascarado Besouro Verde, criado por George W. Trendle e Fran Striker. A série radiofônica foi transmitida de 31 de janeiro de 1936 a 5 de dezembro de 1952, pela Rádio WXYZ de Detroit, Michigan, apresentando Al Hodge (futuro Capitão Vídeo) na voz do Besouro Verde. Foi o 117º dos 137 seriados produzidos pela Universal Pictures, e é uma sequência do seriado The Green Hornet, também da Universal, realizado em 1940. No Brasil, o seriado ficou mais conhecido como “A Volta do Besouro Verde” .
A trama envolve extorsão e apresenta o recurso incomum, para um seriado, de histórias isoladas ao invés de uma história contínua (embora este tenha sido, também, o caso da série original de Green Hornet).

## Enredo
O rico editor do jornal “Daily Sentinel” (“O Sentinela Diário”), Britt Reid, e seu fiel servo asiático se disfarçam como o super-herói mascarado O Besouro Verde e seu ajudante Kato, lutando contra o poder crescente de uma organização vinculada ao crime organizado, que envolve potências estrangeiras.

## Elenco
- Warren Hull – Britt Reid e seu alterego The Green Hornet.  Hull substituiu Gordon Jones, que fizera o papel no primeiro seriado, e fez também a voz do personagem, no seriado anterior feita por Al Hodge, da série radiofônica original[5]
- Wade Boteler – Michael Axford, guarda-costas de Britt Reid
- Anne Nagel – Lenore "Casey" Case, secrettária de Britt Reid
- Keye Luke – Kato, que é coreano, diferente do personagem original do rádio, que era japonês, devido ao sentimento antinipônico da época. Isso foi dois anos antes do ataque de 7 de dezembro de 1941 a Pearl Harbor e da entrada dos Estados Unidos na guerra (todos os treze episódios são de direitos autorais de 1939). A versão do rádio ocultou a nacionalidade na sequência introdutória, incluindo referências esparsas sobre ele ser filipino no diálogo, e somente anos mais tarde isso foi acrescentado à introdução padrão.[5] Há quem defenda que tal fato é uma lenda urbana, e que originalmente Kato era realmente das Filipinas.[6]
- Eddie Acuff – Ed Lowery, repórter
- Pierre Watkin (creditado como "Pierre Watkins") – Boss Crogan, chefe do crime organizado
- James Seay – Bordine, capanga de Boss Crogan
- Arthur Loft – Tauer, chefe dos capangas de Boss Crogan
- Joe Devlin – Dolan, capanga de Boss Crogan
- William Hall – DeLuca, capanga de Boss Crogan
- Dorothy Lovett – Frances Grayson, uma herdeira de alumínio e Stella Merja, uma atriz contratada para substituí-la
- Jean Brooks ... Gloria (creditada como Jeanne Kelly)
- Jack Perrin (cap. 7 e 8, não-creditado)
- Edward Hearn ... Policial na patrulha [Cap. 13-14] (não-creditado)

## Capítulos
Fonte:
1. Flaming Havoc
2. The Plunge of Peril
3. The Avenging Heavens
4. A Night of Terror
5. Shattering Doom
6. The Fatal Flash
7. Death in the Clouds
8. Human Targets
9. The Tragic Crash
10. Blazing Fury
11. Thieves of the Night
12. Crashing Barriers
13. The Flaming Inferno
14. Racketeering Vultures
15. Smashing the Crime Ring